# Jacques Van der Voodt
Jacques Van der Voodt (ur. 9 sierpnia 1915 w Rotterdamie, zm. w 1944) – holenderski szermierz, brązowy medalista mistrzostw świata.
Podczas mistrzostw świata w Pieszczanach w 1938 roku Holendrzy w składzie: Willem Driebergen, Antonius Montfoort, Frans Mosman, Jacques Van der Voodt i Pieter van Wieringen zdobyli brązowy medal w szabli drużynowej. Był to jego jedyny medal w zawodach tego cyklu.
Nigdy nie wziął udziału w igrzyskach olimpijskich.